# Theo Siegert
Theo Siegert (* 8. April 1947 in Düsseldorf) ist ein deutscher Betriebswirt, Manager und Familienunternehmer.

## Leben
Theo Siegert, Sohn des Kaufmanns Friedrich Siegert und seiner Ehefrau Lieselotte Langenohl, besuchte von 1953 bis 1957 die evangelische Volksschule in Büderich. Nach seinem Abitur 1966 am Humboldt-Gymnasium Düsseldorf und einer zweieinhalbjährigen Banklehre studierte er ab 1967 Betriebswirtschaftslehre (Diplom-Kaufmann) an der Westfälischen Wilhelms-Universität Münster (1967–1968), Albert-Ludwigs-Universität Freiburg (1968–1969) und der Ludwig-Maximilians-Universität München (1969–1972). Bei Robert Wittgen und Karl Oettle wurde er 1974 mit der Arbeit über die Eigenarten betrieblicher Leistungen – Ein Beitrag zur theoretischen Bankbetriebslehre zum Doktor promoviert. 
Im Jahr 1975 wird er beim Mischkonzern Franz Haniel & Cie. GmbH eingestellt. Er übernahm 1978 die Leitung der Abteilung für Unternehmensplanung. Die kaufmännische Führung in dem Tochterunternehmen Haniel Umweltschutz GmbH hatte er ab 1981 inne. Ab 1986 wurde er Mitglied der Geschäftsleitung der Franz Haniel & Cie GmbH, um dann 1994 stellvertretendes Mitglied im Vorstand zu werden. Dort leitete er die Geschäftsfelder Corporate Finance, Mergers & Acquisitions und Recht. Zwei Jahre später wurde er ordentlichen Mitglied des Vorstandes.
Im Jahre 1997 ernannte ihn die Universität München zum Externen Lehrbeauftragten und Honorarprofessor. Seine Vorlesungen hält er im Bereich der Finanzanalyse und der Unternehmensführung am Institute for Information, Organisation and Management Lehrstuhl Arnold Picot.
Als der Vorsitzende des Vorstandes Günther Hülse der Franz Haniel & Cie im Dezember 2004 verstarb, rückte er am 1. Mai 2005 in dieses Amt nach. Er blieb dort nur acht Monate, weil sich die Konzernleitung für den ehemaligen Vorstandsvorsitzenden von DaimlerChrysler Eckhard Cordes  entschieden hatte.
1993 nach dem Tod des Vaters stieg er als persönlich haftender Gesellschafter in das Unternehmen ein. Er wird 2006 geschäftsführender Gesellschafter des Familienunternehmens de Haen-Carstanjen & Söhne in Düsseldorf.
Im April 2009 wurde bekannt, dass Siegert größter Privataktionär der Schweizerischen Nationalbank ist. Zeitweise verfügte er über einen Anteil von 6,72 % und übertraf damit den Kanton Bern, der über 6,63 % der Aktien verfügt. Sein Stimmrecht als Privataktionär erstreckt sich nach den Schweizer Gesetzen nur über 100 Aktien. Laut Geschäftsbericht 2023 hält er noch 5,01 Prozent der 100.000 SNB-Aktien.
Theo Siegert ist Mitglied in mehreren Aufsichtsräten oder vergleichbaren Aufsichtsgremien. Dies sind oder waren zum Beispiel Deutsche Bank AG, ERGO AG, Merck KGaA, DKSH Holding Ltd., E. Merck KG, Henkel AG & Co. KGaA., E.ON AG. Daneben ist er auch stellvertretender Vorsitzer im Vorstand des renommierten Industrie-Club Düsseldorf.

## Kennziffer zur Wertsteigerung eines Betriebes
Er erstellte eine Formel zur Berechnung einer Kennziffer innerhalb der Theorie der Wertschöpfung im Ausdruck von Economic Value Added (EVA). Diese EVA-Kennzahl gibt die jährliche Wertsteigerung in der Betriebswirtschaft eines Betriebes an. Diese Methode liegt in der Berechnung der Differenz aus dem Überschuss des Betriebs in einem Jahr abzüglich der zu erwartenden Zinsberechnung des Eigenkapitals. Das Eigenkapital setzt sich dabei aus der Summe des jeweiligen Stammkapitals und der diesbezüglichen jährlichen Investition zusammen. Diese Differenz wird, falls positiv, als ein echter Mehrwert-Gewinn von Siegert betrachtet.

## Mitgliedschaften und Ämter
- bis 20. Juni 2002: Aufsichtsrat der Commercial Pharmaceutique (O.C.P.) S.A., Saint-Ouen/Frankreich
- 29. April 2004 bis 27. April 2006: Aufsichtsratsvorsitzender der Celesio AG
- 4. Juni 2004 bis Februar 2006: Aufsichtsratsvorsitzender der Metro AG Düsseldorf[12]
- 3. Mai 2005 bis 31. Mai 2006: Aufsichtsrat der Takkt AG
- 30. Juni 2006: Aufsichtsrat der Merck Group
- 16. Juli 2006: Aufsichtsrat der Deutschen Bank.[13][14]
- 2009: Industrie-Club e. V. Düsseldorf[15] Düsseldorf[16]
- 2009: Aufsichtsrat der Ergo Versicherungsgruppe AG
- 2009: Aufsichtsrat der E.ON AG[17]

## Schriften (Auswahl)
- Mit Hans Georg Willers: Mergers & Acquisitions – Ein Strategisches Instrument. in: Herbert A. Henzler (Hrsg.): Handbuch Strategische Führung. Wiesbaden 1988.
- Anforderungen großer Unternehmen an die Bank des Jahres 2000. In: Bernd Lüthje: Bankstrategie 2000. Geschäftsphilosophien, organisatorische Vorbereitungen, Planungsansätze. Bonn 1993.
- Strategische Führung: Die finanzielle Dimension. In: Siegwart (Hrsg.) et al.: Meilensteine im Management. Band IV, Stuttgart 1994.
- Humankapital: Erfolgsmessung und Partizipation. In: Wolfgang Bühler, Theo Siegert (Hrsg.): Unternehmenssteuerung und Anreizsysteme. Kongressdokumentation 52. Deutscher Betriebswirtschafter-Tag 1998, Stuttgart 1999.
- Entwicklungstendenzen der wertorientierten Geschäftsfeld-Steuerung. In: Hans H. Hinterhuber et al.: Die Zukunft der diversifizierten Unternehmung. München 2000
- Wertorientierte Unternehmensführung: Die Folgegeneration bei Haniel. In: Klaus Macharzina, Heinz-Joachim Neubürger: Wertorientierte Unternehmensführung: Strategien – Strukturen – Controlling. Stuttgart 2002, S. 45–44.
- Mit Silke Landwehrmann: Die Finanzierung von M & A – Transaktionen. In: Volker Triebel (Hrsg.): Mergers & Acquisitions. Heidelberg 2004.
- Erfolgreich ohne Aktienmarkt. In: Harald Hungenberg (Hrsg.): Handbuch strategisches Management. Wiesbaden 2005, S. 357–374.
- Firmen kaufen und verkaufen : ein M&A-Leitfaden für Unternehmer und Manager mit Peter Gomes und Bruno Weber, Frankfurt/Main 2007.